# 만석공원

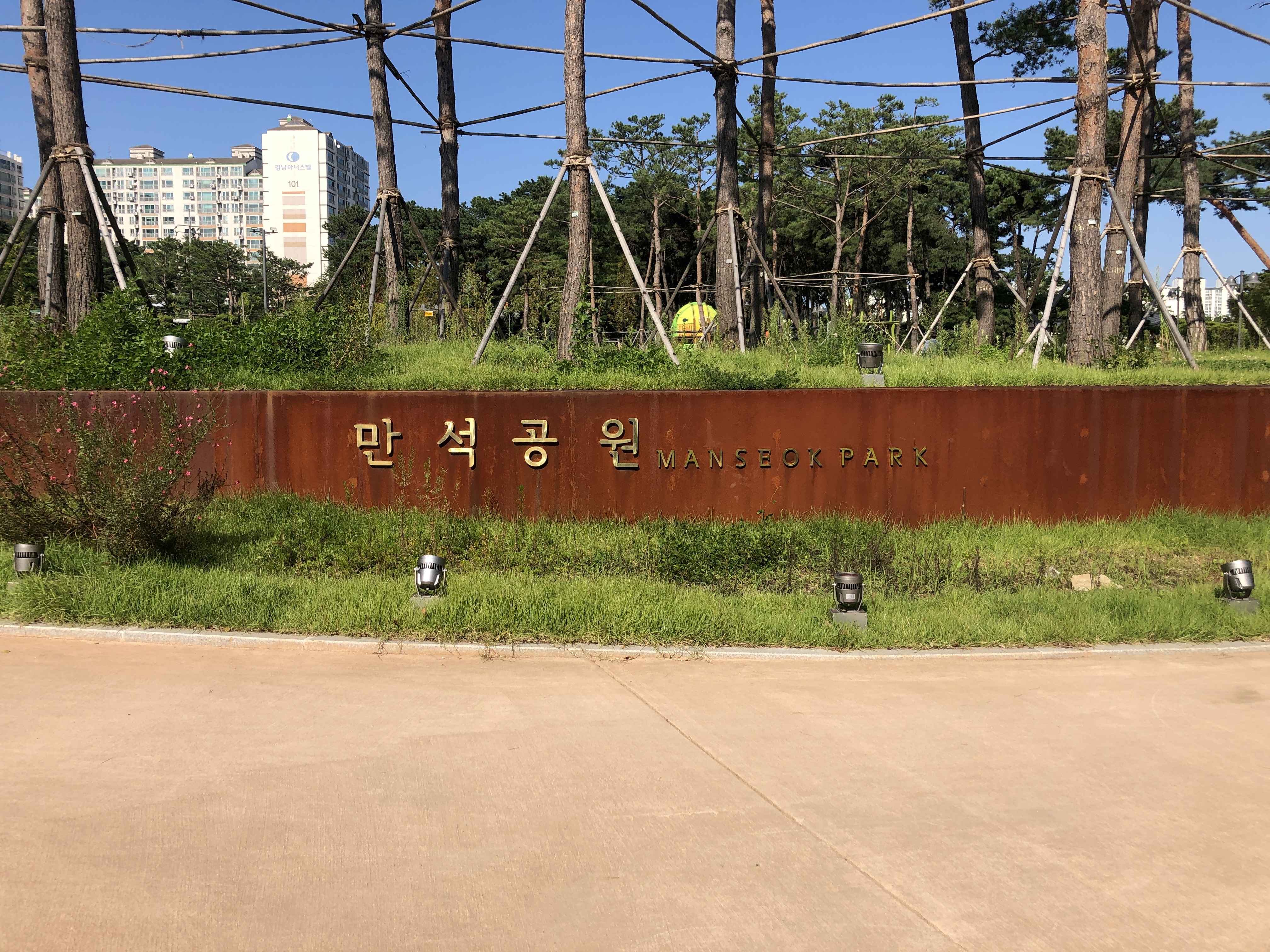
만석공원

만석공원(萬石公園)은 경기도 수원시 장안구 송죽동 일대에 위치한 공원이다.